# Begraafplaats van Fleurbaix
De Begraafplaats van Fleurbaix is een gemeentelijke begraafplaats in de Franse gemeente Fleurbaix in het departement Pas-de-Calais. De begraafplaats bevindt zich in het zuidwesten van het dorpscentrum.
Op de begraafplaats bevindt zich een Franse militair graf uit de Eerste Wereldoorlog en een aantal Britse oorlogsgraven.

## Britse oorlogsgraven
Op de begraafplaats bevindt zich een Brits militair perk met gesneuvelden uit de Tweede Wereldoorlog. Het telt 12 geïdentificeerde graven en wordt onderhouden door de Commonwealth War Graves Commission. In de CWGC-registers is de begraafplaats opgenomen als Fleurbaix Communal Cemetery.